# Madroñera
Madroñera es un municipio y localidad española de la provincia de Cáceres, en la comunidad autónoma de Extremadura. El término municipal tiene una población de 2364 habitantes (INE 2024).

## Geografía
Madroñera está situada entre las tierras de la meseta Trujillano-Cacereña y la Sierra de las Villuercas. Atraviesan sus tierras las aguas de los ríos Almonte y Magasca. Predomina el paisaje adehesado, combinando con olivares y tierras de labor. Pertenece al partido judicial de Trujillo.
El término municipal de Madroñera limita con:
- Trujillo al oeste;
- Torrecillas de la Tiesa al norte;
- Aldeacentenera al este;
- Herguijuela al sur.

## Naturaleza
Fauna
En la avifauna destacan perdices, tórtolas y patos. En cuanto a mamíferos; liebres, conejos, jabalíes y zorros son comunes en su término municipal. Las especies piscícolas, destacando tencas y carpas, pueden pescarse en sus pantanos y charcas.
Flora
Su vegetación es típica de bosques mediterráneos, pues cuenta con encinas y alcornoques, también robles, melojos o rebollo, castaños y, por supuesto, madroños, que dan nombre a esta tierra.

## Historia

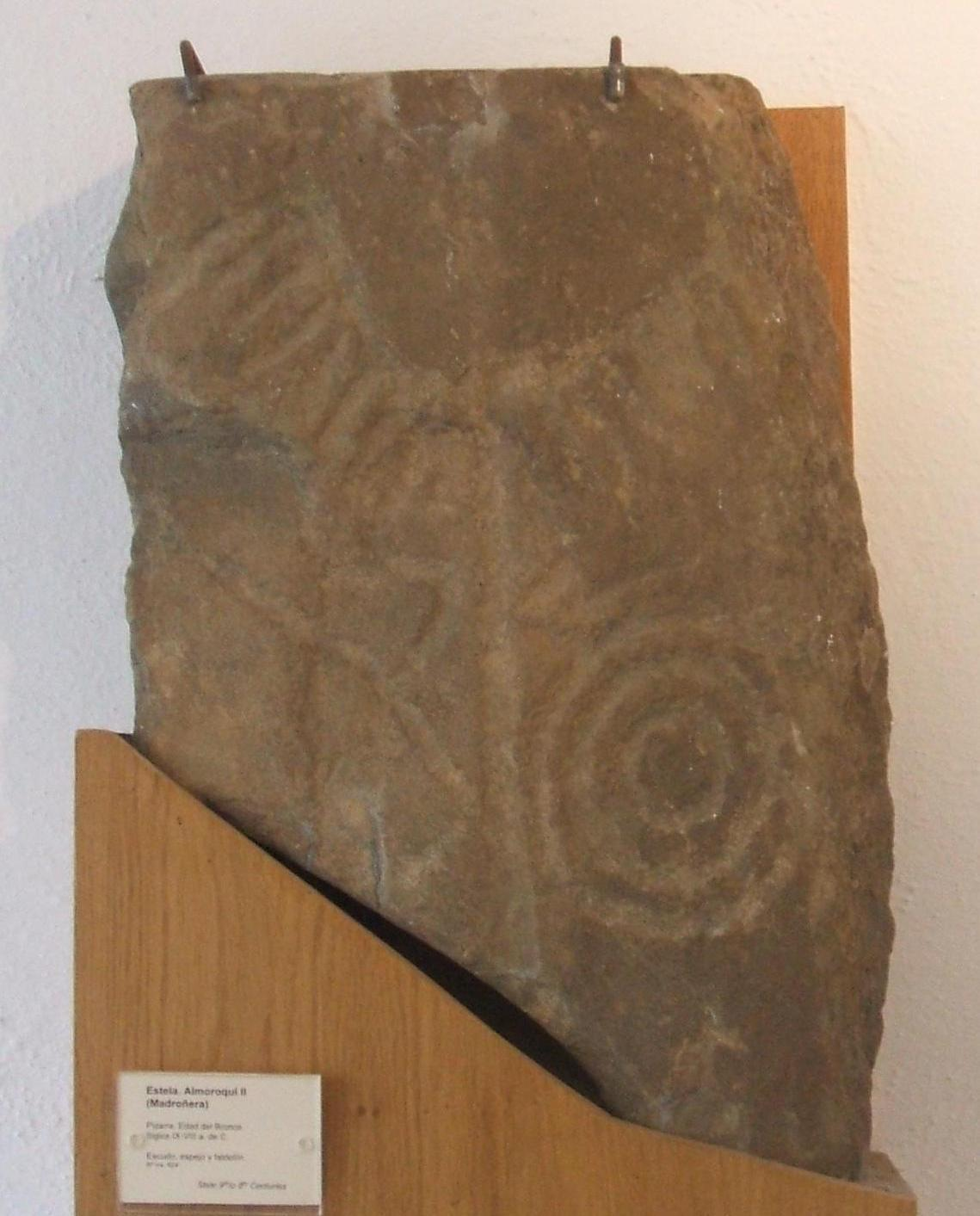
Estela de Madroñera

Madroñera se fundó probablemente a finales de la Edad Media como pueblo perteneciente a la tierra de Trujillo, tras reconquistarse Trujillo e iniciarse el proceso repoblador en sus alrededores. Según cuenta una leyenda local, la repoblación del lugar la hicieron unos colmeneros de Serradilla. Esta leyenda podría tener cierta base real por las similitudes en la lingüística de ambas localidades, pues el dialecto tradicional de Madroñera es similar al dialecto extremeño que se habla en Serradilla.
No se sabe el año exacto de su fundación, pero sí que en 1551 lo estaba. En 1558 Gutierre Vargas Carvajal, obispo de Plasencia, compró a Su Majestad haciéndole villa, y falleciendo en 1559, hizo cesión de la compra en  Alonso Ruiz de Albornoz, regidor de la ciudad de Trujillo. A su muerte, la villa pasa a ser propiedad de Isabel Martínez, su viuda, y tras ella a su nieto Pedro Ruiz de Avilés, quien una vez superada su minoría de edad se emplea a fondo en el gobierno de la villa. De este momento datan las primeras ordenanzas municipales propias de la villa, redactas en 1592. Tras la muerte de Pedro Ruiz de Avilés, el señorío de la villa recae, primero, en María de Sanabria y, después, en Teresa Carrillo de Albornoz, siendo tras la muerte de esta última en 1621 cuando la villa pasa a manos de Alonso de Santa Cruz y Sanabria, produciéndose un cambio de linaje dentro del señorío que culminaría con la consolidación del mismo por medio de la fundación de un mayorazgo. Será en manos de esta línea familiar en manos de quien permanecerá el señorío durante todo el Siglo de Oro, hasta la llegada en la segunda mitad del siglo XVII de los Chaves-Mendoza y los Pizarro-Carvajal. En 1791 era señorío de Juan Calderón Laso, vecino de Almodóvar del Campo.
A la caída del Antiguo Régimen la localidad se constituye en municipio constitucional en la región de Extremadura, desde 1834 quedó integrado en el Partido Judicial de Trujillo. En el censo de 1842 contaba con 580 hogares y 2082 vecinos.

## Demografía
Madroñera cuenta con una población de 2364 habitantes (INE 2024).
| Gráfica de evolución demográfica de Madroñera entre 1842 y 2021                                                     |
| |
| Población de derecho según los censos de población del INE Población de hecho según los censos de población del INE |

## Administración y política
| Periodo   | Nombre                      | Partido              |
| --------- | --------------------------- | -------------------- |
| 1979-1983 | Eloy Sánchez                | PSOE                 |
| 1983-1987 | ¿?                          | PSOE                 |
| 1987-1991 | Juan Ávila                  | PSOE                 |
| 1991-1995 | Juan Ávila                  | PSOE                 |
| 1995-1999 | Juan Ávila                  | PSOE                 |
| 1999-2003 | Melecio Solís               | IU-CE                |
| 2003-2007 | Melecio Solís               | IU-SIEX              |
| 2007-2011 | José Enrique González       | IU-SIEX              |
| 2011-2015 | José Enrique González       | IU-V-SIEX            |
| 2015-2019 | María Lucía Rol             | PP                   |
| 2019-2023 | Antonio J. Andrés Campo     | PSOE                 |
| 2023-act. | María José González Collado | Unidas por Madroñera |

## Servicios públicos

### Educación
Hasta el año 2010, Madroñera contaba con dos colegios de educación primaria: el CEIP San Fernando y el CEIP Marciano Curiel, que recibe su nombre de Marciano Curiel Merchán. Actualmente y desde esa fecha, en Madroñera se encuentra el CEIP Sierra de Madroños, el cual utiliza las instalaciones del antiguo San Fernando para primaria, asimismo, el pueblo cuenta con su propio IESO, el IESO Cerro Pedro Gómez.

## Patrimonio
De sus monumentos destacan:

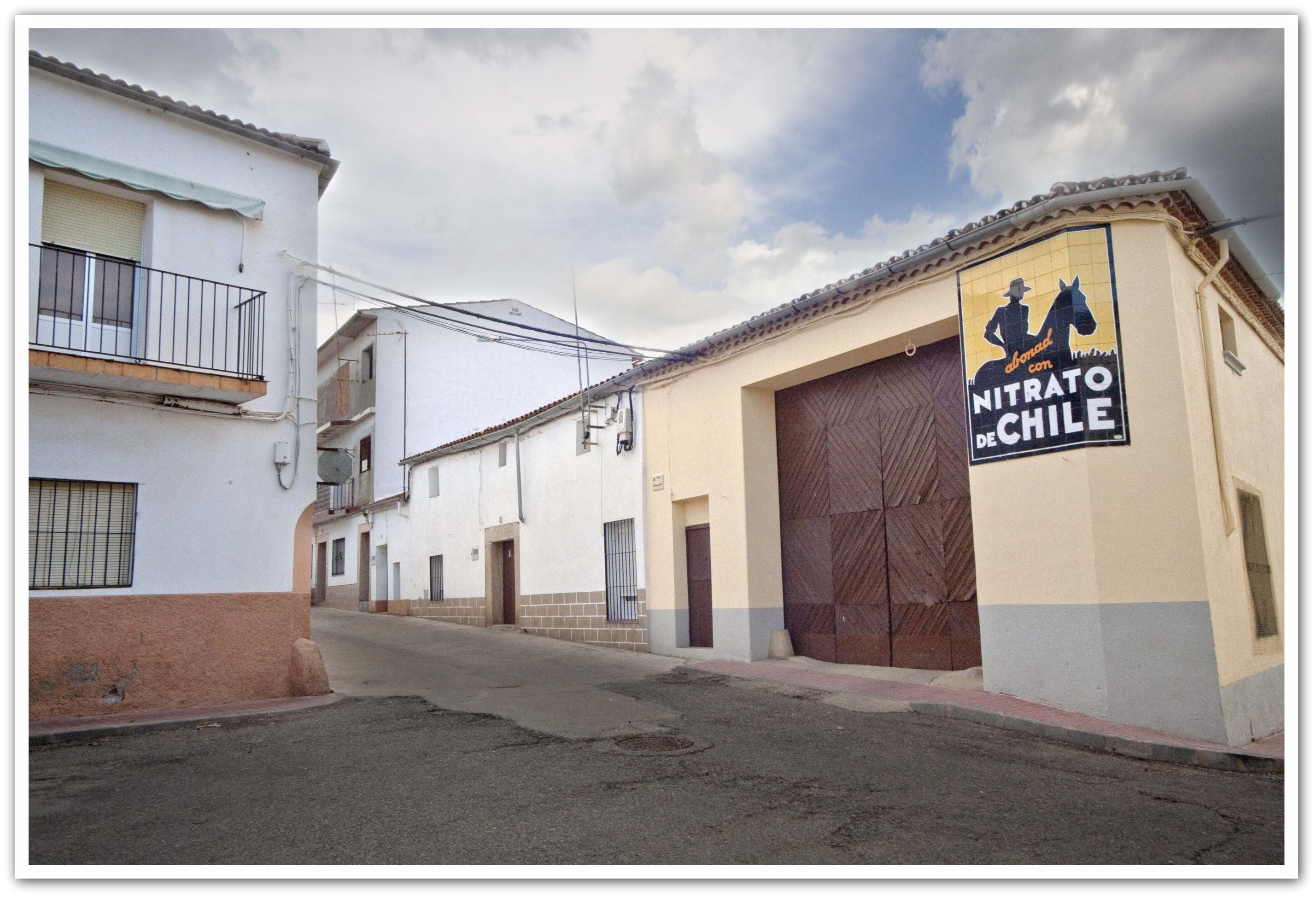
Fachada con anuncio de Nitrato de Chile en la plaza Calvo Sotelo.

- La iglesia parroquial católica bajo la advocación de  Purísima Concepción , en la Archidiócesis de Mérida-Badajoz, Diócesis de Plasencia, arciprestazgo de Trujillo.:[15] Edificio del siglo XVIII, construido durante el barroco popular.
- Mona del Rollo o Picota: pertenece al tercer cuarto del siglo XVI, rematada por blasones de los señores de la villa (actual escudo de Madroñera)
- Ermita "Vieja": dedicada a la Virgen de la Soterraña, patrona de la villa. Cuenta la leyenda que entre los años 1500 y 1600 se apareció la Virgen en una roca que se encuentra frente a la ermita, a un pastor que andaba por esas tierras aún despobladas. Una fuerte tormenta de nieve y granizo le sorprendió y se puso a rezar a la Virgen pidiendo auxilio y ella acudió en su ayuda ofreciéndole refugio en la cueva, es tradición llevarse del lugar un trocito de pizarra y tirarlo a su tejado para que les proteja de las tormentas.
- Cartel publicitario "Nitrato de Chile": publicita el fertilizante natural compuesto por nitrato de sodio que fue muy comercializado durante la primera mitad del siglo pasado. En España tuvo presencia especial en Andalucía, Extremadura y La Rioja, es decir, lugares donde la agricultura ha tenido un peso muy significativo. El diseño de este cartel publicitario, creado hacia 1929, corrió a cargo del por entonces estudiante de arquitectura Adolfo López-Durán Lozano, formado en la Institución Libre de Enseñanza en tiempos de su fundador D. Francisco Giner de los Ríos y su sucesor D. Manuel Bartolomé Cossio, y quien posteriormente sería catedrático de Dibujo de Formas de la Escuela Superior de Arquitectura Superior de Madrid. La obra se inscribe dentro del estilo artístico “Art Decó”, movimiento modernista predominante en los años veinte del siglo pasado con una pasión especial por lo geométrico.

## Patrimonio cultural inmaterial

### Festividades
kintos
Los kintos, fiesta tradicional en la que los quintos se despiden de su villa, rememorando los tiempos en los cuales los jóvenes partían a realizar el servicio militar, se celebran en el mes de febrero, sin fecha fija.
Los primeros testimonios que aparecen sobre esta tradición datan de principios de siglo,[¿cuándo?] lo cual nos hace pensar que estemos ante una tradición centenaria, dicha tradición a pesar del paso del tiempo y de los avatares de la historia aún se conserva.
Antiguamente, los quintos se celebraban allá por el mes de febrero, no tenían una fecha fija. Pero todo comenzaba por la festividad de La Pura cuando el quinto se comía los gallos en casa, acompañado de sus amigos y familiares, era el preámbulo del talleo.
A lo largo del domingo, lunes, martes e incluso miércoles, los mozos deambulaban por las calles de Madroñera, acompañados de una buena dosis de vino; vino y aguardiente que con el tiempo fueron acompañados de otros licores.
El domingo, día familiar por excelencia, el kinto era acompañado por sus familiares, luciendo sus ropas recién estrenadas, al honroso momento de la talla “… donde nos midieron, donde nos tallaron, donde nos hicieron de quintos soldados…”. Ropas que durante los días anteriores, la madre del quinto había expuesto con orgullo en su casa para que todo el mundo las viese.
Una vez tallado el quinto la celebración tiene lugar en la iglesia, dando paso a la misa de los kintos. A continuación, el quinto y sus familiares regresaban a casa, donde se daba buena cuenta del frite, el escabeche y los dulces que las mujeres de la casa habían preparado durante la semana, a los acompañantes se les obsequiaba con un puro adornado con algún bordado. Pasaban la mañana en compañía de la familia y continuaba la fiesta posteriormente con los demás quintos en los bares de la villa.
Por aquellos entonces, existía la talla mínima de 1,50 para poder incorporarse a las filas, siempre había algún quinto que no daba la talla. Entre los 80, 90 e incluso 100 llegaban a componer las quintas;  también cabe señalar que la edad de quinteo era de 21 años. Hoy día esta tradición centenaria registra toda la importancia de la mayoría de edad.
La fiesta continuaba el lunes con los mozos pidiendo por las calles (pan, chorizo, patatera, morcilla…, rara vez algún dinero) todo venía bien para llenar las alforjas. Los vecinos del lugar suelen colaborar en todo, pues si no lo hacen, los quintos colocarán escrito en las fachadas y puertas de las casas “NO PAGÓ” que indicará a todo el mundo quién no quiso colaborar.
Otro momento destacable, y perdido en la primera mitad del siglo XX, era el de correr los gallos. Parece ser que allá por 1936 fue la última vez que se corrieron.
A la entrada de la villa fue donde primero se corrieron para finalmente correrlos en el camino de Trujillo. Allí colocaban un palo en cada pared, para unirlos con una cuerda donde posteriormente colgaban los gallos. Cada quinto llevaba un gallo para colgarlo, a la vez que buscaba un caballo y preparaban una especie de sable de madera. Finalmente, sobre el caballo, a la carrera y sable en mano el quinto intentaría cortar la cabeza a alguno de los gallos.
A eso de las 4:30, después de comer por última vez todos juntos, iniciarán el recorrido hacia la Mona del Rollo, seguidos de todos los niños y genes de la villa, que por nada[cita requerida] se perderán la bonita tradición de “Poner la Bandera”, el momento crucial de los quintos.
Cuentan que allá por 1908-1910 un tal Juan Bartolo puso por primera vez la bandera, quizás por un alarde, no está muy claro, pero a partir de ahí ninguna quinta quiso ser menos y aquel hecho puntual pasó a convertirse en base de la tradición. Hecho que aunque en principio parece peligroso, no se conoce ningún percance reseñable. Cabe destacar alguna curiosidad como la de que dos quintos llegaron a las manos allí arriba, ante el estupor de la gente.
Todos cantan y bailan, y los quintos en agradecimiento, tiran montones de caramelos a los acompañantes. El quinto elegido subirá a la Mona, en representación de sus compañeros y después de quitar la bandera que el año anterior hubieran colocado otros quintos, pondrá la de este año, entre los aplausos de todos los asistentes.
El martes terminaba con el baile de quintos, en algunas ocasiones, a los quintos les le había tocado servir en Melilla, para terminar con la despedida, que se celebraba el día antes de incorporarse a las filas, todo esto al año siguiente de haberse quinteado. 
“…Quinto fui me divertí,
soldado y no tuve pena,
mi madre llora por mí,
yo lloro por mi morena…”
Hemos podido comprobar que en tiempos pasados el tener un quinto en casa era todo un acontecimiento, una verdadera fiesta de la que participaban todos los familiares y amigos. Con el tiempo, la tradición se mantiene aunque con algunos ligeros cambios, pero el cambio fundamental es la forma de vivir la fiesta, ya no es un día tan señalado.
Niñeras
Las Niñeras es una fiesta popular que se celebra el día de Navidad donde participan las mujeres solteras a partir de los 15 años. Las "mozas" de la villa visten las ropas típicas y van llevando al niño Jesús de casa en casa.
La costumbre de salir con “El Niño” por las calles ha sido siempre una de las más arraigadas y podría tratarse de una tradición religiosa casi exclusiva de esta villa.[cita requerida] Data desde hace 150 años,[¿cuándo?] y fueron unas feligresas de la iglesia las que se lo propusieron al párroco, el cual aceptó. Y dado que la experiencia fue buena el párroco aprobó su continuidad. 
Se trata de hacer un homenaje a los pastores que en su día adoraron y cuidaron al Niño Dios, esta tradición queda exclusivamente en manos de las mujeres. Ellas empiezan a vestirse al cumplir 15 años y seguirán haciéndolo hasta que se casen o decidan dejarlo. 
Las niñeras visten el traje típico y llevan a las casas la Buena Nueva de que el Niño ha nacido, recogiendo regalos y ofrendas, como en su día hicieron los pastores.
Días antes de Nochebuena se convoca una reunión para todas aquellas niñas que deseen participar en esta tradición. En dicho encuentro se hacen grupos y se reparten las calles de la villa, de tal forma que ningún rincón de Madroñera se quede sin escuchar el ruido de las panderetas y villancicos.
El día de Nochebuena comienza muy temprano para todas estas chicas, pues tienen que vestirse, peinarse y ponerse todos los abalorios para llegar puntual a su cita. Es a las 10 de la mañana cuando todas las pastoras se acercan a la iglesia para, en una pequeña celebración de envío, bendecir al Niño Jesús. 
Tras este acto, cada grupo se dirige hacia el barrio que le corresponde:
“…soy un pobre pastorcillo
que camina hacia Belén...”.
Allí las vecinas y vecinos de la zona esperan ansiosos la llegada del Niño Dios a sus casas. Donde dormirá, por unos instantes, en cada una de las camas. Quedando así todos los hogares bendecidos.
Antiguamente, hubo una época, en la que las niñas que se incorporaban a esta tradición, en lugar de salir con El Niño el día de Nochebuena, lo hacían el día de Noche Vieja, pero esto ocurrió durante un corto período.
Carnavales
Los carnavales empiezan en Madroñera el jueves anterior con "Las Comadres". La tradición de "Las Comadres" comenzó en Madroñera alrededor del año 1935, cuando un pequeño grupo de chicas jóvenes decidieron reunirse una vez al año para fabricar dulces. Aquellos días transcurrían entre harina, huevo, azúcar, manteca y vino, los principales ingredientes de los pestiños que se fabricaban en las reuniones, además de dulces "Las Comadres" se crearon como un motivo de encuentro para las jóvenes, creando una tradición que aún continúa.
En la actualidad la tradición continúa, aunque ha sufrido algunos cambios. La reunión de "Las Comadres" tiene lugar el jueves anterior a carnaval, debido a que estas fiestas cobran más importancia cada año, motivo por el que se incluye esta tradición en la festividad. Otro de los cambios en estas reuniones es el aumento de participantes, antiguamente eran pequeños grupos de amigas que se reunían en una casa para preparar dulce, y actualmente de la celebración de "Las comadres" se encarga la asociación de amas de casa de Madroñera, compuesta por unas cuatrocientas mujeres que fabrican hasta 60 docenas de roscas y pestiños que disfrutan acompañados de chocolate recién hecho.
La tradición de "Las Comadres" continúa tomando fuerza, y cada año se reviven aquellas reuniones de amigas, que se celebraban hace más de setenta años, con la misma ilusión y cada vez más afluencia. Acompañaba una banda de música por las calles, esa misma banda amenizaba el baile, el cual se celebraba en el conocido Baile de Tío Juan Miguel.
Los carvales en Madroñera cuentan con carrozas, comparsas, grupos e individuales con trajes, canciones y montajes muy elaborados.
En otro tiempo organizó concursos destacables la discoteca K´aribia, los cuales contribuyeron también, durante muchos años, a animar y fomentar el espíritu del Carnaval en la villa. 
Actualmente el Carnaval es una fiesta grande en Madroñera, siendo muy visitado por las gentes de los pueblos de alrededor.
En 2012 hubo diez carrozas en concurso. En el desfile de comparsas participaron 17 grupos; y a todo esto se añaden disfraces individuales, en pareja y en grupo, lo que supone unas 1000 personas en total disfrutando del Carnaval del Madroñera. 
Los carnavales terminan el Miércoles de Ceniza con el Entierro de la Sardina organizado por la Asociación de la Tercera Edad. Esta fiesta consiste en una procesión por las calles de la villa donde la protagonista es una sardina acompañada por las mujeres vestidas de mantilla, que concluirá con una sardinada en el Mercado de Abastos, acompañada de pan y vino.
Día de Extremadura
Desde hace varios años[¿cuándo?] se viene celebrando en Madroñera el día de Extremadura, el 8 de septiembre, en el que se cantan y bailan en la calle las canciones populares. El primer año resultaba cuanto menos curioso ver la soledad de los ediles a la hora de cantar el himno e izar las banderas.
Se sabe que en Extremadura no ha existido conciencia regional hasta ahora. A través de gestos como cantar el himno y hacer de ese día un día de fiesta. Los extremeños, los madroñeros, poco a poco han ido adquiriendo conciencia de comunidad.
Hoy, se comienza el día con una misa Extremeña. Tras ella todos los vecinos se dirigen a la plaza de la villa para cantar a una sola voz el himno de Extremadura.
Mientras tanto se van izando las banderas. Al concluir este acto los coros y danzas “La Fuentona” ameniza la mañana con sus bailes y cantos regionales. 
Queda abierto un día de fiesta local, donde los bares de la villa ofrecen frite, comidas típicas y buen vino a todos los habitantes y curiosos. Para bajar los excesos posteriormente dan lugar a un baile y algún que otro concierto.
Otras festividades
- Procesión del Niño Pastor. Es una procesión que se celebra el domingo de Pascua, domingo de resurrección, en la que los protagonistas son los niños. La imagen sacada es un niño pastor con una oveja, ataviado con el traje típico de Madroñera. El Niño Pastor es acompañado, en un recorrido por las calles de la villa, por los niños y niñas vestidos con sus trajes típicos.
- La Jira, (y no Gira como erróneamente se suele denominar).[16] Se celebra el Lunes de Pascua, se trata de una comida campestre: escabeche, frite, gazpacho... y como dulce, “bollo de pascua”, típico de estas fechas.
- Corpus Christi. Se celebra en junio. Antiguamente esta celebración se daba en jueves, actualmente, ha pasado a celebrarse en domingo, por comodidad de los habitantes. En este día los niños que han tomado su Primera Comunión, hacen un recorrido por los altares dedicados al Señor que hay en las calles de la villa, mientras van tirando pétalos de rosa, venerando el Cáliz y con el traje de la comunión.
- Fiestas patronales. Se celebran el primer domingo de agosto en honor a la patrona de la villa: la virgen de la Soterraña. Son las fiestas en las que se reúne el mayor número de personas. Durante estas fiestas, los antiguos habitantes de Madroñera regresan a la villa y se reúnen con sus familiares y amigos madroñeros. Las calles se llenan y se observa gran ambiente.
- Las fiestas en honor a la virgen del Rosario: octubre.

### Tradiciones
Leyendas
En la villa se cuenta que antiguamente se creía en los encantos, por lo que había quien contaba historias relacionadas con la brujería. Pilar Montero Curiel, nieta de Marciano Curiel Merchán, quien dedicó su vida a recoger folclore típico de la zona y prestó su nombre a uno de los dos colegios de educación primaria de Madroñera, realizó un estudio sobre este tema. En él se cita la creencia en seres mitológicos  como las brujas. Cuando preguntó a gente de la zona, está respondía que antiguamente se creía que las brujas eran jóvenes que desobedecían a sus padres y éstos las maldecían. Por tanto, ellas se escondían y asustaban a quien veían a su paso. Era común que circularan leyendas sobre este tipo de seres mitológicos e, incluso, que se bromeara sobre este tema.
Trajes típicos
- En la mujer: Refajo o pollera, pañuelo de cien colores o rosas naturales (de lana), faltriquera, jubón de terciopelo negro o raso, mandil bordado con hilos o lentejuelas, medias de hilo caladas y como aderezos pendientes de candil, del chozo y de relámpago y en el cuello venera o galápago.
- En el hombre:Camisa blanca con tiranas, chaleco negro, pantalón hasta la rodilla negro sujeto con los madroños abajo y arriba con la faja, medias caladas blancas.

La matanza
Una vez escuchado el bando municipal, el cual señala el plazo abierto para comenzar las matanzas, los vecinos del lugar, inician los preparativos y avisan a familiares y amigos que les acompañan en esta tradición tan popular como es la matanza.
A pesar de que se avecina un duro trabajo, es un día de alegría y júbilo en muchas casas, la llegada de familiares, la convivencia con vecinos y amigos, hace que sea una de las tradiciones más arraigadas y de mayor participación.
El día antes, por la noche, se inician los preparativos y se deja mucho trabajo adelantado, así, por ejemplo, se cuecen las patatas, se pelan y se pasan por la máquina, se pela la calabaza, se cuece y se deja escurrir toda la noche, se pelan los ajos, se machan y se pican el pimiento y la hierbabuena.
Esa noche, ya comienzan los cánticos a la vez que se “trajina”.
Al despertar el alba, los hombres se reúnen y después de tomarse un café y una copa de aguardiente, se dirigen a la corralá en busca del cerdo. Es un momento peligroso, porque el porcino, adivinando su suerte, se rebela, corre, y arremete contra todo aquel que intenta sujetarlo; por fin, el más valiente, entre gruñidos, carreras, caídas y empujones consigue agarrarle por las orejas, mientras los demás lo hacen por las patas, y entre todos lo suben al banco, donde lo degollarán con un cuchillo en la garganta.
La sangre que suelta, se recoge en un cuenco con sal y se mueve un buen rato para que no se hiele. A continuación, uno de los muchachos, cortará un trozo de lengua y de carillas para llevarlo a analizar a casa del veterinario, el cual, cobrará una cuota dependiendo de las arrobas que pese el animal. Los demás lo churrumascan con escobas y lo pelan con una teja. A continuación, lo trasladan a la casa donde se va a celebrar la matanza, tal cual.
Las mujeres se han quedado en la casa calentando calderos de agua y preparando todos los utensilios que se van a necesitar.
Algunas pican migas en la lumbre para cuando lleguen los hombres, y a eso de las 12 horas, se hace un descanso en la faena, y se come, migas con torreznos, se asa la moraga y se hace un picadillo con asaduras y magro refrito con ajo.
Al cerdo, a primera hora, se la habrá sacado el mondongo, con mucho cuidado para que no se rompa y evitar que amargue, después se le saca la barriga o panceta, las mantecas, los solomillos, los lomos, los hígados y asaduras, el espinazo y los jamones, se abre el tocino por el medio, y se queda dividido en dos hojas, se le sazona con sal y se le pone encima de unas escobas para que se escurra un poco y corra el aire, a los 2 o 3 días se cuelgan. 	
En la matanza, hay que organizarse, y cada uno tiene su misión. El trabajo realizado hasta ahora, normalmente lo hacen los hombres. Las mujeres, como todo se aprovecha en el cerdo, habrán lavado y dado la vuelta a las tripas, para hacer después la morcilla y los chorizos.
Se pelan las patas y se abren, se sazonan con sal y se cuelgan junto con las orejas y el rabo. Los huesos se trocean y se los guardan para hacer guisos.
La carne se irá picando y echando en las artesas después de haberla seleccionado: la carne más gorda para la patatera, la “entrevolá” de la falda y la costilla para la morcilla de carne y lo magro para el chorizo.
Se deja tomar de sus guisos correspondientes: patatera (patata, carne, calabaza, ajo, pimienta y sal); morcilla de carne (igual, pero sin patata ni calabaza); chorizo (carne magra, ajo, aceite, vino, pimienta y sal) y mientras tanto, llega la hora de la comida, se descansa un buen rato, degustando un exquisito arroz con hígado de cerdo magro; para entonces, ya está hecha más de la mitad de la faena. 
Ahora, sólo queda llenar las tripas, bien a mano o a máquina, se irán casando de dos en dos y se cuelgan en palos, perfectamente en los doblados.
Con la sangre que tenemos reservada desde la mañana, se hace la morcilla de sangre (hierbabuena, cebolla, gordura del entresijo y pimiento) una vez llena la tripa, se cuece en agua y se cuelgan.
Los jamones para conservarlos, se tienen 18 o 20 días cubiertos en sal y grandes piedras encima para que suelten la sanguaza; luego, se cuelgan en los doblaos a tejavana para que les dé el aire.
La tarea ha terminado y se sirve café con dulces. Los hombres salen a celebrarlo y a tomarse unas copas, las mujeres limpian la casa, y a todas, las amigas y vecinas, la dueña de la casa les obsequiará con un trozo de carne, chorizo y patatera en agradecimiento por la ayuda prestada.
Sólo cabe esperar que el invierno sea seco y frío para que la chacina se cure y poder disfrutar pronto de uno de los mejores manjares de nuestra tierra: El Cerdo.